# プラチャンダ
プラチャンダ（ネパール語: प्रचण्ड, 英語: Prachanda）ことプシュパ・カマル・ダハル（ネパール語: पुष्प कमल दहल, 英語: Pushpa Kamal Dahal, 1954年12月11日 - ）は、ネパールの政治家、革命家、元軍人（ゲリラ）。
2016年8月3日から2017年5月24日、2008年8月15日から2009年5月4日、2022年12月26日から2024年7月15日まで首相を務めた。ネパール共産党毛沢東主義派（マオイスト）議長・ネパール人民解放軍最高司令官を経て、ネパール共産党統一毛沢東主義派（2009年1月12日成立）議長。2008年より制憲議会議員。

## 概要
演説がうまく、党内に絶大な指導力を持っていたが、首相になってから党内での指導力は急速に低下した。11年にわたり政府との間で内戦（「人民戦争」）を行ってきたが2006年に停戦。「プラチャンダ」は「獰猛なやつ」という意味の変名である。
本名はプシュパ・カマル・ダハル（Pushpa Kamal Dahal　ネパール語:पुष्प कमल दहल）。日本では、ネパール語人名の英語表記から二重翻訳で「プシュパ・カマル・ダハル」、「プシュパ・カマール・ダハル」などと表記されることが一般的。
親中派と見做されている。

## 生い立ち
ネパール西部、カスキ郡、ポカラ近郊のディクルポカリ村のバフン（バラモンに相当するネパールのカースト）の家庭に生まれた。民族的にはネパール最大民族のパルバテ・ヒンドゥーに属する。父はムクティ・ラーム・ダハル、母はバワニ・ダハル。最初の名前は「チャビラール・ダハル」。8人兄弟の長男で、1人の弟と、6人の妹がいた。
バフン階級の出身だったが家は小作人で貧しかった。マヘンドラ国王の国策により、政府に反抗的な南部のテライ平原（マデス）を思い通りに統治するため、山岳部や丘陵部の住民の移住政策がとられ、チャビラルが6歳のときダハル家も南部チトワン郡に移住した。しかし、チトワンでの生活は、相変わらず厳しいものであった。しかしこうした窮状の中、彼の父は自給自足的農業で大家族を支えようとした。父は彼によい教育を受けさせ、成人して「大人物」になることを望んだ。
少年時代の友人や近所の人々の記憶によれば、彼は心優しく、不正を我慢できない少年だったという。バフンの家庭に生まれながらダリット（不可触民）とも交わった。
彼の寛大な性格とハンサムな風貌から学校の教師たちはその名前を「プシュパ・カマル」（蓮の花）と名づけた。これが現在の本名である。シヴァナガルのナラヤニ・バイディア・マンディル高校の卒業試験に合格すると、彼はパタン・キャンパスで科学の中間課程を修了した。この時、共産主義に強い影響を受ける。
その後、故郷のチトワン郡に戻り、バラトプル郊外のラムプルにあるアメリカの出資で作られた農業・動物学大学に進学する。ここで農学士の称号を得る。
1976年、大学を卒業すると、ゴルカ郡のアルガットで学校の教師となり、生徒と保護者から大きな尊敬を受ける。そこで2年半すごした。生徒を教えるだけでなく、毎週一回、文盲の成人のための教室も開き、新しい農業技術を教えると共に、マルクス主義の思想も教えた。
教職を去った後、ジャジャルットで短期間アメリカの出資する農業開発プロジェクト（USAID）に参加する。その後、革命運動に専従することになる。

## 政治活動

### 毛沢東主義派結成まで
1971年、ネパール共産党（プシュパ・ラル派）に入党。当初より武装闘争の必要性を感じていた。ネパール共産党の創立者で当時毛沢東の影響を受けていたプシュパ・ラル・シュレスタの影響を受ける。
1979年、ネパール共産党チトワン郡委員会委員に選出。1981年、ネパール共産党第四会議派（Chautho Mahadhibeshan）専従党員となる。同年、全ネパール青年委員会郡書記局員。1983年、全ネパール青年委員会中央委員会会長。
1984年、ネパール共産党マシャル派（急進的な地下政党）の中央委員会委員となり、1985年には同派の政治局員となる。
1989年、モハン・バイディヤ（キラン）が武装闘争の失敗でマシャル派総書記を辞任したため、プラチャンダは後任のマシャル派総書記に就任。この時の同志にはキランのほか、チャンドラ・プラサッド・ガジュレル、デヴ・グルン、クリシュナ・バハドゥル・マハラなど現在毛沢東主義派の幹部になっている者もいた。マシャル派は「ネパール共産党第四会議派」と合同し、「ネパール共産党統一センター派」（エカタ・ケンドラとも。これも地下政党）を設立。しかし1991年、統一センター派は武装闘争に消極的なニルマル・ラマ派と積極的なプラチャンダ派の同名の二つの組織に分裂した。統一センター派の公然組織・統一人民戦線ネパールも分裂し、プラチャンダ派の公然組織の議長には「ネパール共産党マサル派」を離脱して「統一センター派」に参加したバーブラーム・バッタライが就任する。バッタライは後に毛沢東主義派のNo.2となる。
1995年3月、プラチャンダは自派の「統一センター」をネパール共産党毛沢東主義派（いわゆるマオイスト）に改称し、総書記に就任する。

### 人民戦争
バーブラーム・バッタライは公然組織・統一人民戦線ネパールの名でデウバ首相に40か条の要求をつきつけ、拒否されると、プラチャンダの指揮のもと1996年2月13日、ロルパ、ルクム、シンドゥリ、ゴルカの4郡で警察署などを襲い、武装蜂起を起こす。これにより同党はネパール政府との間で11年間にわたる「人民戦争」（ネパール内戦）を開始した。この戦争で、13,000人以上が死亡したとされる。
当初マオイスト派の軍備は極めて粗末なもので、猟銃やピストル、警察官が使うようなライフル、それにククリと呼ばれるナイフだった。グルカ兵のシンボルになっているナイフである。ライフルはプラチャンダ自身が買いにいったものであった。警察詰め所を次々襲い、最初の一年半で50人を殺害した。そうした実戦経験の中で次第に武力を増強していった。資金獲得のため銀行も襲った。一方、1998年政府も警察による本格的な掃討作戦を開始し、両者の死者数はエスカレートしていく。2000年9月、初めて郡庁所在地を襲撃。2000年12月、初めて郡レベルの人民政府を確立。
2001年、2月、インド・パンジャーブ州で開かれた第2回党総会で同党議長に就任、「プラチャンダの道」（プラチャンダ・パト）といわれる運動方針を採択した。これは、「農村から都市部を包囲する」という毛沢東理論だけでは不十分だと考え、農村ゲリラと都市プロパガンダを合体させるべきだという考え方である。これはペルー共産党（センデロ・ルミノソ＝「輝ける道」）の影響を受けたといわれる。また、この大会でネパール人民解放軍の正式結成が決まる。
2001年末までに24の郡で人民政府が樹立された。
同年11月25日、国家非常事態宣言が出され、王室ネパール軍が本格的にマオイスト掃討に乗り出す。一方、マオイスト側も大規模な軍施設襲撃などを頻発させる。
農村地域を中心に実効支配を進め、2003年、マオイスト派は実効支配地域は国土の7割から8割を占めたと主張した。

### 和平と王制の打倒

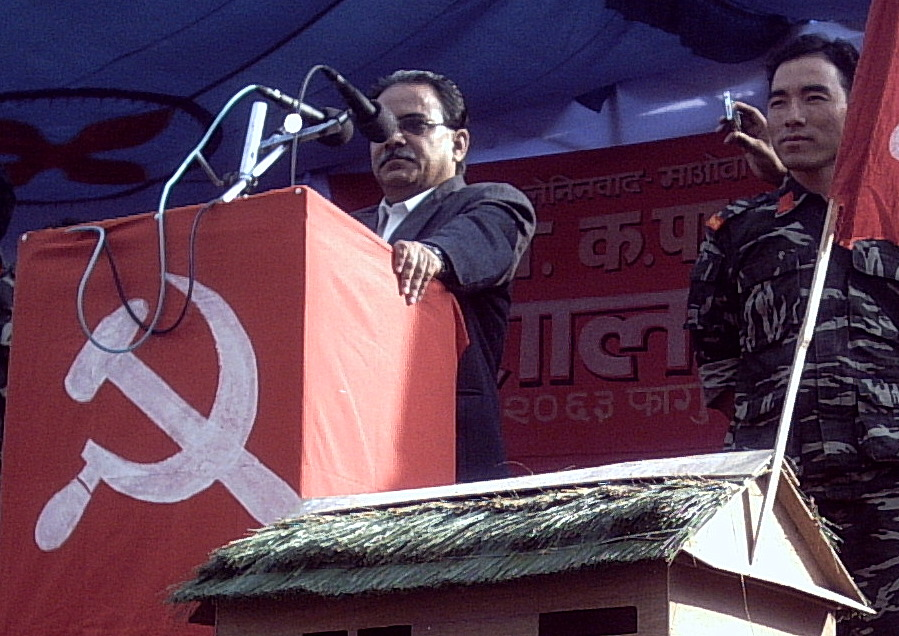
演説するプラチャンダ（左）、2007年

2005年2月1日、ギャネンドラ国王は全権を掌握し、王政復古で絶対君主制に回帰して親政を開始したことでアメリカ合衆国、イギリス、インドから軍事援助を中止され、中華人民共和国から武器支援を獲得した。同年、マオイスト派は国会に勢力を持っていた7党連合とインドで会談し、十二か条の合意を達成、ともに国王の専制政治と闘うことで合意。
2006年4月、国王の独裁に抗議する民主化運動（ロクタントラ・アンドラン）が高まり、マオイスト派はカトマンズを中心に抗議行動を行う。この運動により国王は独裁制を放棄し、国王としてのあらゆる特権を失った。元首は首相が兼任することになった。「王国」という国号も廃止され、王制は形だけのものとなった。
11月21日、マオイスト派は政府との間で無期限停戦と和平を誓う包括和平協定に調印。人民戦争は終結した。両軍は国連の停戦監視のもとに置かれている。この時、政府との間に「制憲議会」を設ける約束が締結された。
2008年4月10日の制憲議会選挙で同党は220議席を獲得し第一党となった（後に内閣指名の議席が加わり、229議席になった。）。プラチャンダ自身、カトマンズの第10小選挙区に立候補し、当選している。しかし、党として過半数の議席が確保できなかったので他党との連立を模索せざるを得なかった。
5月28日の制憲議会で宿願の王制廃止と連邦民主共和制の採択が議決される。また、制憲議会での議論の結果、元首である大統領の地位は象徴的なものとし、首相に政治の実権を集中することが決められた。
5月31日、「毛派に対するメディアの批判は許さない」という趣旨の発言をして物議をかもした。主要メディアは呼称を「プラチャンダ」から本名「プシュパ・カマル・ダハル」に切り替えて抵抗の意を表した。

### 首相（1期目）
2008年7月21日に執行された大統領選挙の決選投票では毛派の推す共和制活動家ラム・ラジャ・プラサド・シンが落選し、その擁立をめぐってのしこりで組閣が難しくなった。プラチャンダは組閣の放棄を示唆し、7月22日には正式に野党になることを決定した。しかし、大統領のラーム・バラン・ヤーダブがプラチャンダに「政党間の合意による政府」を組織するよう指示。政党間の合意には至らなかったが、一時は関係が険悪になっていた統一共産党、マデシ人権フォーラムとの関係が改善し、ネパール会議派が下野する方針を固めたこともあり、プラチャンダは8月15日の制憲議会の投票で464票の大量得票で首相に選出され、8月18日に就任式を行った。対抗馬のネパール会議派のシェール・バハドゥル・デウバ元首相の得票は113票に留まった。首相就任後、プラチャンダはネパール人民解放軍の最高司令官を辞任し、制憲議会議員となっていたプラバカールとアナンタも副司令官を辞任した。8月18日に挙行された首相就任式には、プラチャンダとしては珍しく、スーツとトーピー（ネパール帽）という出で立ちで臨んだ（外部リンク参照）。
8月22日、初めての外遊として北京オリンピック開会式出席のため中華人民共和国を訪問。翌日、胡錦濤国家主席、温家宝首相と会談した。ネパールの首相の初めての外遊はインドが慣例で、インドは神経を尖らせた。
組閣は難航し、もう少しで内閣が成立するという段階でネパール統一共産党が内閣No.2のポストを要求し入閣予定者6人の就任を保留した。帰国後、プラチャンダは統一共産党に譲歩し、単独の副首相ポストを与えることに同意した。8月31日、毛沢東派のほか統一共産党、マデシ人権フォーラム、人民戦線ネパール、友愛党、ネパール共産党ユナイテッド派からなる24人の連立内閣が発足した。この政権ではキャスティング・ボートを握っていた統一共産党が基本的に毛沢東派を信用しておらず、また、マデシ人権フォーラムと毛沢東派はかつて殺し合いをするほど対立した過去があり、そもそも大きな不安定要因を抱えた政権であった。
また、10年間敵味方として戦ってきた人民解放軍と国軍の合同の問題も政権のアキレス腱となった。これは、「包括的和平協定」での7党連合と毛派の間の合意事項で、プラチャンダはじめマオイスト派はこれに積極的であったが、国軍制服組のトップ、ルークマングド・カトワル陸軍参謀総長は公然とこれに反対していた。人民解放軍を国軍に編入すると国軍が政治化し、中立性が保てないというのがその理由である。カトワルは元国王・ギャネンドラの側近であり、必ずしも心底からプラチャンダ政権に忠誠を誓っていなかった。

#### 統一センター・マサル派との合同
プラチャンダは2009年1月12日、ネパール共産党毛沢東主義派と小規模な共産主義地下政党・「ネパール共産党統一センター・マサル派」（エカタケンドラ・マサル。指導者はプラカシュ（ナラヤン・カジ・シュレスタ））およびその公然組織・人民戦線ネパールとの合同を断行、新政党ネパール共産党統一毛沢東主義派を結成した。これに伴い、党内序列の変化がおきている。

#### プラチャンダ側近狙撃事件
2009年2月9日、プラチャンダの筆頭私設秘書でネパール共産党統一毛沢東主義派政治局員であるシャクティ・バハドゥール・バスネットがカトマンズの自宅近くで何者かに狙撃され負傷した。

#### 首相辞任
2009年5月4日、プラチャンダは突然首相を辞任した。
マオイスト派は以前より同派の「党兵」組織（「ネパール人民解放軍」）の国軍編入を要求していたが、国軍制服組トップのカトワル陸軍参謀総長は「軍の中立性を保てない」とこれを拒否。他の政党もマオイスト派の元ゲリラ組織が国軍も掌握すれば、恐怖政治に乗り出す可能性があると警戒した。ついに2009年5月3日、プラチャンダはカトワル参謀総長の解任を決めたが、これに対しヤーダブ大統領は同3日夜、首相の解任決定を取り消し、首相の行為を「憲法違反」と批判。また制憲議会で連立を組むネパール統一共産党など主要政党も一斉に反発、マオイスト派を除く連立政権の各与党は政権からの離脱を示唆した。軍内部も大半がカトワルに忠誠を誓い、その解任に反発し、政権の中心にあったマオイスト派は瞬く間に孤立した。ネパール会議派などの野党勢力もカトマンズなどで抗議デモを開始し、治安部隊が鎮圧行動に乗り出すなど国内は一気に緊迫した。ただネパールの暫定憲法では大統領に軍トップの任命権を与えているものの、解任権は明記していないため、プラチャンダは「大統領の越権行為」と激怒。4日朝、毛派に緊急幹部会の招集を求め、対抗策を協議した。しかし同4日、マオイスト派以外の連立与党は相次いで連立政権を離脱。毛派は制憲議会で比較第1党であるものの主要政党の連立離脱で与党は過半数を割り、追い詰められたプラチャンダは自らテレビ演説で「辞任した」と発表。毛派中心の政権はわずか8カ月余りで崩壊した。
5月23日、後任の首相に統一共産党の元総書記・マーダブ・クマール・ネパールが無投票で当選。毛派など3党は投票をボイコットした。プラチャンダ率いる毛派は野党に転ずる方向となった。
退任後の2011年には中国と国際連合の協力によって釈迦の生誕地ルンビニ世界平和都市構想を進めるルンビニ開発国家指導委員会の議長に就任していた。

### ビデオ事件
プラチャンダが辞意を表明した翌5月5日、衝撃的なビデオ映像がネパール国内のテレビで放映された。2008年1月2日にマオイスト派の人民解放軍駐屯地で行われたプラチャンダの演説の模様（明らかに毛派によって撮影されたもの）であったが、このなかでプラチャンダは人民解放軍の規模が「7,000人から8,000人である」と表明している。国連ネパール支援団（UNMIN）の監視の下に登録された人民解放軍の数は、約35,000人であり、その資格審査に合格した兵士は約20,000人である。人民解放軍の人数は水増しして登録されていたというのである。プラチャンダはさらに「解放軍3,000人が国軍に編入されることにより、国軍全体を毛沢東主義で動かせる。」とも発言している。これはカトワル参謀長の主張を裏付ける「物証」ともいえる発言である。これは国民および国際社会に対する重大な背信行為と受け取られており、マオイスト派に対する信用の失墜とともに、国連による今後の和平プロセスに深刻な影を落としかねない状況となっている。

### 首相（2期目）

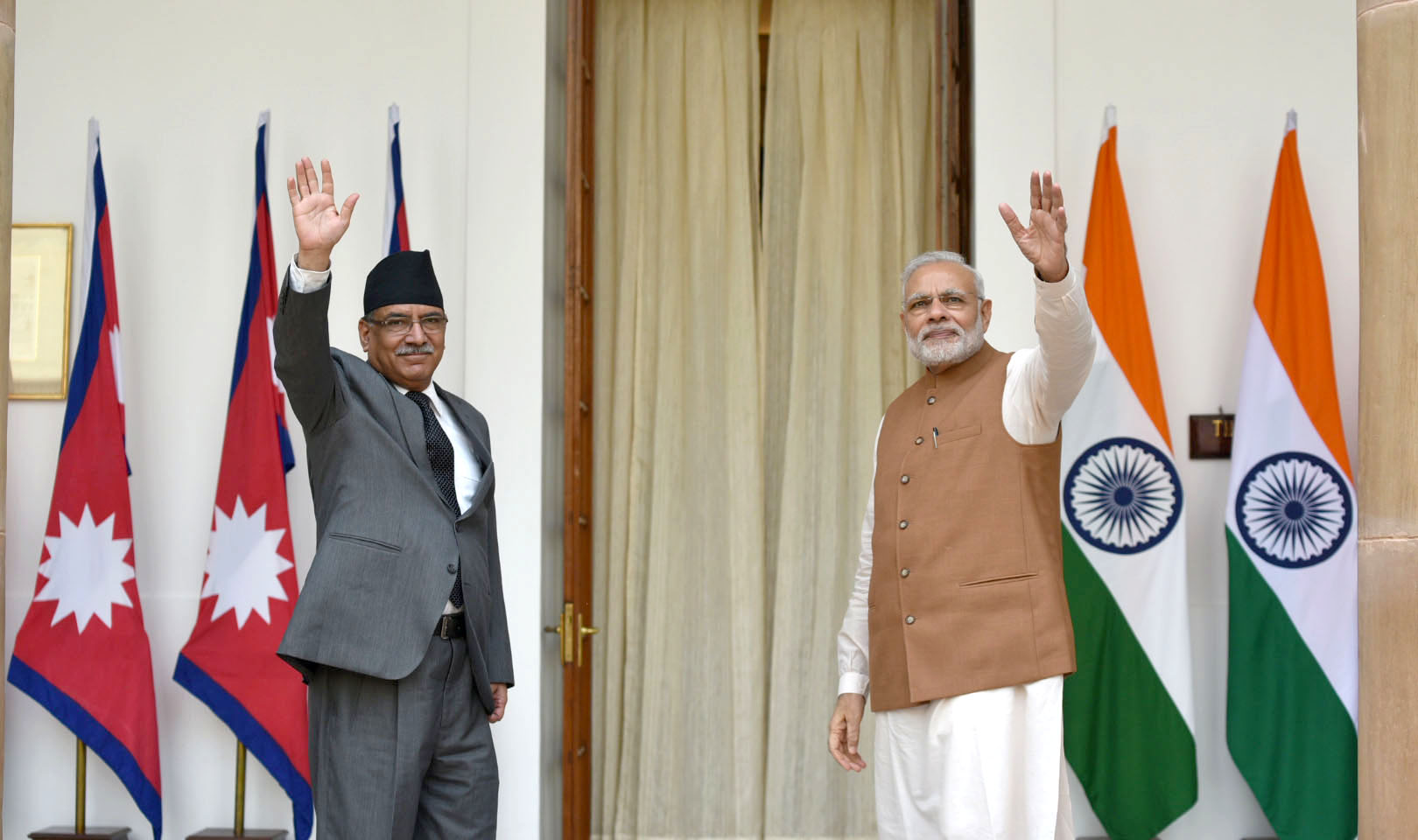
インドのナレンドラ・モディ首相（右）と

2016年8月3日に再び首相に指名され、再登板を果たした。ネパール会議派などとの連立政権で、2018年実施が想定されている新憲法下での総選挙を実施する前に政権をネパール会議派に渡すことが連立の条件だったとされており、実際にプラチャンダは2017年5月24日に首相を辞任した。

### 首相（3期目）
2022年11月の議会総選挙後の連立交渉の結果、プラチャンダと統一共産党のK.P.シャルマ・オリの両元首相が交互に首相を務めることとなり、12月25日にビドヤ・デビ・バンダリ大統領がまずプラチャンダを新首相に任命、26日に首相就任宣誓を行い3期目の政権が発足した。。しかし2023年2月24日、プラチャンダは3月9日に予定されている大統領選挙に統一共産党ではなく野党・ネパール会議派のラム・チャンドラ・パウデル候補を支持することを表明したため連立政権に亀裂が走り、2月27日には外相、副首相兼財務相を含む統一共産党の閣僚8人全員が辞任を表明した。3月9日の大統領選挙では連邦・州議会議員による投票の結果、プラチャンダの思惑通りパウデルが33,802票を獲得して当選し、統一共産党候補のスバス・ネムバンは15,518票にとどまった。
以降はネパール会議派の支援を受けて政権を維持したが、2024年3月4日にプラチャンダは指導部間の見解の相違を理由にネパール会議派との協力関係を解消し、シャルマ・オリ率いる統一共産党と新たに同盟を締結。両党にラストリヤ・スワタントラ党、ネパール共産党統一社会主義を加えた4党による連立政権が発足し、3月6日に副首相含む16人の閣僚を入れ替える大幅な内閣改造を実施した。
しかしプラチャンダとシャルマ・オリの対立は激化し、2024年7月2日にはシャルマ・オリが24時間以内に首相を辞任するようプラチャンダに要求。プラチャンダがこれに応じなかったことから7月3日に統一共産党は閣僚8人を引き上げ、連立政権が事実上崩壊。14日には連邦議会にてプラチャンダに対する信任決議案が賛成63票、反対194票（可決には138票が必要）で否決され、不信任が成立し首相の座を降りることとなった。

## その他
- ネパール内戦のころ、マオイスト派の支配地域には、農村各地を巡業しながら、演劇によってマオイストの正義と国王の残虐性を宣伝する宣伝工作隊が存在した。あるとき、過去のマオイストの戦いをテーマにしたオペラを上演したところ、見ていたプラチャンダはサングラスを何度もはずし、涙をぬぐったという[41]。
- 息子のプラカシュ・ダハルは登山隊「ルンビニ＝エベレスト平和ミッション2012」隊長としてエベレスト登頂に成功して山頂で毛沢東主義派の旗を掲げたことで有名である[42]。
- ネパールのジャーナリスト、スディル・シャルマは、プラチャンダの弱点は野心が強すぎることだと指摘している[43]。